# Гірнича промисловість Канади
Гірнича промисловість Канади.

## Загальна характеристика
Канада має високорозвинену гірничодобувну промисловість і належить до числа провідних країн Заходу з видобутку руд нікелю, цинку, молібдену, кобальту, платини, міді, свинцю, урану, срібла, золота, азбесту, калійних солей, сірки, природного газу, гіпсу. У Канаді добувається понад 60 видів мінеральної сировини, діють понад 250 збагачувальних фабрик, близько 20 металургійних заводів. На частку Канади в 1990-х роках припадало близько 15% сукупних потужностей промислово розвинених країн Заходу з видобутку неенергетичної сировини, в тому числі 22% підземних рудників річною потужністю понад 3 млн т руди кожний і 8% кар'єрів тієї ж потужності. У 1994 вартість видобутої в Канаді мінеральної сировини становила 26 млрд кан. дол.; загальна кількість робочої сили, зайнятої в гірничодобувній промисловості — 338 тис. чол.
Нафта і природний газ становить найбільшу цінність серед корисних копалин Канади. На них припадає понад 2/3 загальної вартості видобутку (1990). Наступними за важливістю є метали, вартість яких становить п'яту частину загальної вартості. На межі ХХ-XXI ст. Канада посідає 1-е місце у світі за видобутком цинку й урану, 2-е — за видобутком азбесту, нікелю і калію, 4-е — за видобутком срібла й міді і 5-е — за видобутком золота і свинцю.
У 1998 у вартісному вираженні обсяг видобутку мінеральної сировини становив 44,3 млрд канадських дол. (50,5 млрд канадських дол. у 1997 р.), в тому числі горючих корисних копалин відповідно 33,1 до 27,8 млрд канад. дол. Видобуток і виробництво металів у вартісному вираженні у 1998 в порівн. з 1997 скоротилися на 10,7%, до 10,3 млрд канад. дол., в тому числі Au на 8,1%, до 2,3 млрд канад. дол. при збільшенні в фізичному вираженні на 3,1%, Ni на 20,1%, до 1,4 млрд канад. дол. при збільшенні виробництва в фізичному вираженні на 11,2%, до 200 тис. т, Cu на 17,4%, до 1,7 млрд канад. дол. при збільшенні виробництва в фізичному вираженні на 6,3%, Zn на 20,54, до 1,5 млрд канад. дол. при збільшенні виробництва у фізичному вираженні на 3,8%. Видобуток неметалів у вартісному вираженні збільшився на 8,3%, до 3,3 млрд канад. дол. і буд. мінер. сировини на 2,2%, до 2,9 млрд канад. дол.
У 1999 р. виробництво продукції мінерально-сировинного сектора К. склало (в тис.т, в дужках — млн дол.): Ni 177,2 (1563,0); Zn 960,1 (1533,3); залізних руд 33004,3 (1419,7); Cu 580,0 (1361,3); U 9,89 (502,5); Pb 156,1 (117,4); Co 2,0 (114,0); Mo 6,29 (75,7); поташу в перерахунку на K2О 8345,0 (1775,8); кам'яної солі 12643,2 (391,5); торфу 1216,3 (168,8); азбесту 345,0 (162,5); гіпсу 8934,7 (101,2); S елементної 8791,9 (80,7); S в топкових газах 845,6 (63,1); цементу 12604,0 (1232,1); піску і гравію 218458,4 (861,7); буд. каменя 104025,9 (732,4); вапняку 2538,1 (235,6); глин (165,7); вугілля 72310,0 (1484,4); Au 157790,2 кг (2132,5); Ag 1172,9 т (296,5); платиноїдів (груповий концентрат) 14012,3 кг (250,9); алмазів 2400,0 тис. карат (581,7); сира нафта та еквівалент 122447,5 (18894); природного газу 163384 млн м3 (13696,4); побічних продуктів природного газу — 26074,6 млн м3 (2347,3). Всього обсяг виробництва продукції склав у вартісному вираженні 53,5 млрд канад. дол., проти 44,3 млрд канад. дол. у1998 р. [Mining Eng. (USA). — 2000 — 52, 5].
У 1999 р. видобуток мінеральної сировини і виробництво продукції її переробки в Канаді в порівнянні з 1998 р. збільшилися на 20,6% до 53,5 млрд дол., але при скороченні виробництва металів на 6,1% до 9,8 млрд дол. Експорт мінеральної сировини і продукції переробки збільшився на 11,1% до 44 млрд дол. із загального обсягу експорту 330 млрд дол. Експорт рудної сировини і продукції становив 33,5, нерудної 7,4 і вугілля 2,0 млрд дол. [Mining Eng. (USA). — 2001. — 53, № 5. — Р. 108–109].
Динаміка роботи гірничодобувної галузі Канади на межі ХХ-XXI ст. проілюстрована в табл. 1 та 2.
Таблиця 1. — Видобуток мінеральної сировини у Канаді (млн канадських доларів).
| Мінеральна сировина  | 2000     | 2001     | Різниця, % |
| Металічні мінерали   | 10 988,9 | 10 245,4 | -6,77      |
| Неметалічні мінерали | 7 425,7  | 7 552,3  | 1,70       |
| Непаливні мінерали   | 18 414,7 | 17 797,7 | -3,35      |
| Паливо               | 65 439,3 | 65 984,7 | 0,83       |
| Загалом              | 83 854,0 | 83 782,4 | -0,09      |

Вартість металічної продукції, яка виробляється з канадських руд у 2000 р склала C$10,89, а в 2001 р C$10.2 млрд. Спостерігалося зменшення видобутку нікелю, міді, цинку, залізної руди і кобальту, що значною мірою викликано ціновими коливаннями на метали на світовому ринку.
Таблиця 2. — Динаміка видобутку мінералів та виробництва металів в Канаді (тис. тонн)
| Продукт                   | 1997    | 1998    | 1999    | 2000    | 2001    |
| Алюміній                  | 2 327   | 2 374   | 2 390   | 2 373   | 2 583   |
| Сурма, кг                 | 529     | 359     | 357     | 364     | 234     |
| Азбест                    | 420     | 321     | 337     | 310     | 294     |
| Бісмут, кг                | 196     | 186     | 217     | 202     | 258     |
| Кадмій, кг                | 1 272   | 1 179   | 1 115   | 934     | 1 058   |
| Вугілля                   | 78 670  | 75 360  | 72 497  | 69 163  | 70 361  |
| Кобальт, кг               | 2 168   | 2 262   | 2 014   | 2 022   | 2 048   |
| Мідь                      | 648     | 691     | 582     | 622     | 611     |
| Золото (г)                | 171 479 | 164 773 | 157 617 | 154 384 | 157 854 |
| Гіпс                      | 8 628   | 8 307   | 9 345   | 8 572   | 8 119   |
| Залізна руда              | 38 928  | 36 586  | 33 789  | 35 247  | 26 981  |
| Свинець                   | 171     | 150     | 155     | 143     | 149     |
| Молібден, кг              | 7 594   | 8 099   | 6 250   | 6 980   | 8 540   |
| Природний газ (тис. м3)   | 156 171 | 160 515 | 162 219 | 167 790 | 171 966 |
| Нефеліновий сієніт        | 648     | 636     | 676     | 717     | 734     |
| Нікель                    | 181     | 198     | 177     | 181     | 184     |
| Торф                      | 1 054   | 1 125   | 1 253   | 1 277   | 1 187   |
| Нафта (тис. м3)           | 124     | 128     | 122     | 128     | 131     |
| МПГ (г)                   | 11 836  | 14 033  | 13 872  | 15 304  | 18 154  |
| Поташ (К2О)               | 9 235   | 8 884   | 8 475   | 9 033   | 8 184   |
| Сіль                      | 13 497  | 13 034  | 12 686  | 12 164  | 13 548  |
| Пісок і гравій (млн тонн) | 225     | 225     | 243     | 239     | 226     |
| Селен, кг                 | 592     | 398     | 359     | 335     | 261     |
| Срібло, кг                | 1 194   | 1 140   | 1 174   | 1 169   | 1 224   |
| Виробничий камінь         | 99 265  | 108 924 | 109 184 | 118 222 | 119 805 |
| Сірка (проста)            | 8 272   | 8 404   | 8 656   | 8 621   | 8 080   |
| Сірка в газі              | 800     | 836     | 843     | 831     | 832     |
| Телур, кг                 | 59      | 62      | 64      | 53      | 60      |
| Уран, кг                  | 11 127  | 9 992   | 10 157  | 9 921   | 12 992  |
| Цинк                      | 1 027   | 992     | 963     | 936     | 1 010   |

Основні райони видобутку енергетичної сировини — пров. Альберта, Британська Колумбія і Саскачеван, які забезпечують 98% обсягів цієї продукції. Основні райони видобутку неенергетичних корисних копалин — провінції Онтаріо, Квебек, Британська Колумбія.

## Окремі галузі
Нафта і газ. Близько 90% канадської нафти і газу добувають у провінції Альберта (Західно-Канадський нафтогазоносний басейн), де в нафто- і газодобувній промисловості зайняті близько 40% робочої сили. У 2000 р. рівень видобутку нафти в Канаді досяг 308.3 тис. бар./добу (15.4 млн т/рік). Надважка нафта з бітумінозних пісків становила близько 26% нафти, що добувається в Канаді. Розробляють бітумінозні піски Західно-Канадського нафтогазоносного басейну (НГБ), що являють собою суміш глини, піску, води і нафтових бітумів. Бітуми на 50% складаються з асфальтенів і смол, містять багато сірки, ванадію і нікелю. За канадськими стандартами до таких бітумів відносять важкі нафти густиною не нижче за 0.98 г/см3.
Видобуток сировини з родовищ бітумінозних пісків Канади зростає. У 1979 р. надважка нафта з цих пісків, була перероблена Syncrude Canada в 2.75 млн т звичайної легкої нафти (перероблену нафту в Канаді називають «синтетичною», або за торговою маркою — Syncryde Sweet Blend, SSB). Густина SSB 0.860-0.871 г/см3; вміст сірки — 0.1-0.2%. Syncryde Sweet Blend — найбільш низькосірчиста нафта у Північній Америці. SSB не містить осаду, тоді як в нафті «природного» походження допускається 8%-ний осад. Ця нафта додається до бензину (одна частина нафти на 8 частин бензину), використовується як дизельне паливо, а також як сировина для нафтохімії. У Канаді «синтетична» нафта вважається високоякісним, екологічно чистим продуктом. Через 20 років з початку видобутку, в 1999 р., обсяг переробленої нафти, видобутої з бітумінозних пісків, становив 11.15 млн т, це 13% національного споживання нафти. Поклади бітумінозних пісків на заході Канади розробляють головним чином Syncrude Canada і Suncor Energy Corp. Відкритим способом добувають близько 63% надважкої нафти.
Стандартний процес сепарації мальти включає дві стадії. Спочатку відбувається промивка породи гарячою водою, що відносить велику частину піску і глини. Потім липка піна, що утворилася зазнає впливу легких вуглеводнів, що відносять воду і тверді речовини. Після такої обробки мальта перетворюється в SSB. Вихід мальт з бітумінозних пісків становить близько 98%. За іншим варіантом технології вихідні піски обробляють парою, гарячою водою і каустичною содою в закритих контейнерах; потім механічним шляхом відділяють глину. На нафтопереробному заводі компанії Syncrude Canada (Мілдред-Лейк) мальту обробляють при низьких т-рах 50-80°С воднем і рідким коксом. З 1999 р. Suncor Energy Corp. виконує 8-річний «Проект Мілленіум» внаслідок якого видобуток в 2008 р. зросте до 400–450 тис. бар./добу. Новим у проекті «Файєрбаґ» є підземний видобуток нафти за новим методом, суть якого полягає в проходці двох горизонтальних свердловин, в одну з яких під тиском подають пару для розігрівання породи, а по іншій викачують бітуми разом з гарячою водою. У 2005 р. на першій стадії реалізації проекту «Файербаґ» корпорація отримуватиме бл. 35 тис. бар. синтетичної нафти на добу (1.75 млн т/рік); до 2010 р. видобуток зросте до 7 млн т/рік.
У 2001 обсяг «синтетичної» нафти перевищив 50% видобутку нафти в Канаді. Видобуток нафти з бітумінозного пісковика у 2001 в Канаді становив 37 млн т, а видобуток нафти зі свердловин 35,9 млн т [Erdöl-Erdgas-Kohle. — 2002. — 118, № 10. — Р. 441].
У кінці 2000 р., за даними Національної енергетичної ради (англ. National Energy Board), сумарна вартість всіх проектів розробки бітумінозних пісків, що реалізовуються в Канаді досягла 34 млрд кан.дол. Передбачається, що виробництво SSB в 2004 р. становитиме 370 тис. бар./добу (18.5 млн т/рік), в 2007 р. — 450 тис. бар./добу (22.5 млн т/рік). За іншими даними в 2007 р. буде вироблятися до 27 млн т «синтетичної» нафти, а за прогнозом Канадського енергетичного інституту (англ. Canadian Energy Research Institute) при оптимальному варіанті розвитку подій виробництво нафти з бітумінозних пісків у 2007 р. може перевищити 40 млн т. До 2015 р. виробництво SSB досягне 1.15 млн бар./добу (57.5 млн т/рік).
Основні нафтопереробні центри Канади розташовані в провінціях Онтаріо і Квебек.
Вугілля. У 2001 р. за видобутком вугілля Канада займала 14-е місце у світі. Динаміка видобутку кам. вугілля (млн т): 1983 — 36,9, 1990 — 38, 1998 — 38, 1999 — 37, 2000 — 36,5; 2001 — 33,8. Бурого вугілля у 1983 р. видобуто — 7,4 млн т, а у 1999 р. — 24,2 млн т. Видобуток вугілля в Канаді здійснюється на 19 копальнях в чотирьох провінціях. Три компанії — Fording Inc., Teck Cominco Ltd. і Luscar Ltd. контролюють 17 копалень, які дають 99% видобутку. Центри видобутку вугілля — Альберта, Саскачеван, Британська Колумбія і Нова Шотландія. Найбільша шахта 1990-х роках — «Лінган» (бас. Сідні), найбільший кар'єр у бас. Альберта — «Гайвейл».
Залізо
Основна частина видобувних запасів залізняку в Канаді на поч. XXI ст. пов'язана із залізистими кварцитами і локалізується в найбільшому залізорудному районі Лабрадор—Нью-Квебек в межах Лабрадорської западини довжиною близько 1200 км, шириною 15-100 км (в середньому 60 км). У північній частині западини розробляються родовища високосортних гематитових руд. Середній вміст в рудах заліза — 50-61%, марганцю — 0.29-7.64%. Більша частина виявлених ресурсів залізняку зосереджена в родовищах поблизу озера Ноб-Лейк, де смуга поширення залізистих кварцитів має довжину 130 км при ширині до 10 км. У родовищах, розташованих в південній частині западини, якість руд низька. Вміст заліза в них коливається в межах 31.4-37%.
Залізні руди в Канаді переробляють в основних трьох великих ГЗК. Видобуток ведеться відкритим способом, збагачення руд не вимагає складних технологій. Коефіцієнт розкриву 0,18-1,46. Руда містить 18-40% заліза, частіше 20-25%. Обсяг видобутку руди — понад 80 млн т/рік (1999). Руда збагачується, потім обкочується. На котуни припадає 86% всього виробництва залізорудної продукції — 27,5 млн т/рік (1999). Існує тенденція до зростання виробництва котунів. За висновками експертів подальший розвиток ГЗК Канади і США в XXI ст. приведе до їх перетворення у гірничо-металургійні комплекси, на яких будуть вироблятися котуни з наступним їх прямим відновленням в залізо і одержанням високоякісної сталі без доменного процесу.
На початку XXI ст. видобуток зал. руд знизився. Видобуток Fe-руд в Канаді в 2001 р. (в дужках за 2000 р.) склав (в млн т): 27,9 (35,9); [Mining J. — 2002. — 339, № 8693. — Р. 25-27].
Нікель і кобальт. Основу нікелевої і кобальтової промисловості Канади на межі ХХ-XXI ст. складають сульфідні кобальт-мідно-нікелеві родовища рудних районів Садбері, Томпсон, Реглан і Войсі-Бей. Рудні поклади мають форму пластів, лінз і жил потужністю від перших метрів до 120 м. Протяжність тіл за простяганням і падінням — від декількох десятків до декількох сотень метрів. Середній вміст кобальту в рудах — 0,05%.
Виробництво Ni в концентратах в 2000 р. 194 тис. т, 2001 р — до 202 тис. т (оцінка). Виробництво рафінованого Ni відповідно 135 і 140 тис. т [Mining Eng. (USA). — 2001. — 53, № 5. — Р. 111]. Планується до розробки родовища Тоттен, запаси якого оцінюються в 8,4 млн т руди з сер. вмістом Ni 1,42%, Cu 1,90% і платиноїдів 4,0 г/т.
Ніобій. На межі ХХ-XXI ст. Канада спільно з Бразилією є світовим лідером виробництва ніобієвої продукції. Головне видобувне підприємство Ніобек (англ. Niobec), що базується на родововищі пірохлору, провінція Квебек.
Канада — другий у світі виробник ніобієвих концентратів (близько 11% в перерахунку на метал). Переробляються руди нижчої якості ніж у Бразилії. Середній вміст пентоксиду ніобію в рудах, що розробляються 0.6-0.7%. Корінні руди дрібнозернисті і для збагачення корисних компонентів вимагають дроблення до тонких фракцій. Негативною якістю канадських руд є їх підвищена радіоактивність (в пірохлорі міститься до 10% U3O8).
Мідь. У 1980-х рр (до 1983) Канада давала бл. 10% світового виробництва міді. Провідна компанія Inco Ltd. вела видобуток шахтним (10 шахт) і відкритим (1 кар'єр) способом. Загалом в галузі працювало бл. 30 компаній, 60 підприємств (15 кар'єрів). Найбільші шахти — в пров. Онтаріо, Квебек, Манітоба. Розробка руд ведеться головним чином поверхово-камерною системою та підповерховим вийманням, горизонтальними шарами із закладанням. Найбільші кар'єри (глиб. до 350 м) розташовані в провінціях Британська Колумбія та Квебек. У 1983 р. видобуто 625 тис.т руди в перерахунку на Cu.
За оцінкою Геологічної служби США в Канаді в 1999 р. видобуто 614 тис. т Cu в руді, в 2000 р. — 640 тис. т Cu (5-е місце після Чилі, США, Індонезії та Австралії), у світі — 13,082(12,6) млн т. Виробництво рафінованої Cu в 2000 р. — 557 тис. т, 2001–608 тис. т (оцінка).
За даними [Mining Annual Review 2002] видобуток Cu в руді становить: 2001–633, 2002–606 (оцінка) тис.т. Виробництво рафінованої Cu в 2001 р цим джерелом оцінене в 569 тис.т, а в 2002 р — 592 тис.т.
За даними International Copper Study Group (ICSG) в Канаді в найближчі роки стануть до ладу мідні рудники Гаспе-Оксайд-Стокпайл, Мінто, Талсеквах.
Компанія Inco планує залучення до розробки нового родов. Ni-Cu-руд в полі гірничого підприємства McCreedy East із збільшенням продуктивності з видобутку і переробки руди від 2,7 до 4,35 тис. т/добу і виробництва Cu в концентратах від 37,2 до 41,8 тис. т/рік до кінця 2004 р. Компанія Falconbridge планує реконструкцію гірничо-збагачувального поліметалічного підприємства Кідд-Крік (Kidd Creek) у провінції Онтаріо зі збільшенням глибини гірничих робіт від 1700 до 2700 м. За результатами першої черги реконструкції до 2004 р. передбачається прирізка запасів в гірському відведенні підприємства на 15,7 млн т руди з сер. вмістом Zn 5,74%, Cu 2,82%, і Ag 58 г/т. До 2009 р. передбачається прирізка додатково 10 млн т запасів з сер. вмістом Zn 5,27%, Cu 2,2% і Ag 97 г/т [Mining Eng. (USA). — 2001. — 53, № 5. — Р. 109–110].
Алюміній. Виплавка Al в Канаді у 1999 р. становила 2,39 млн т на суму 4,8 млрд дол. У 2000 — 2,4; 2001 — 2,58 млн т. Ці показники виводять Канаду на 4-е місце у світі з виробництва первинного алюмінію (після Китаю, Росії та США).
Споживання первинного Al в Канаді склало в 1999 р. 860 тис. т, у 2000–900 тис. т. Передбачається щорічне зростання споживання Al на 5% [Mining Eng. (USA). — 2001. — 53, № 5. — Р. 109].
Магній. Канада — провідний світовий продуцент магнію, займає 2-е місце у світі після Китаю (2002). Виробництво магнію в Канаді у 2002 р сягає 112 тис. т. (оцінка). Вартість канадського експорту магнію (метал) і металічної продукції в 2001 склала С$220 млн, що на 15% більше, ніж у 2000 (C$190 млн).
Срібло. У 1980-х роках в Канаді видобували близько 15% срібла серед країн Заходу. Найбільші рудники: «Еквіті-Сільвер» (Британська Колумбія), «Сільверфілдс-Дівіжн». Річна продуктивність копалень по руді 1-2 млн т (1981). Поліметалічні руди збагачують, срібло одержують на стадії металургійного переділу.
На частку Канади в кінці XX ст. припадало бл. 1/3 срібла, яке добувалося в промислово розвинених країнах Заходу. Динаміка добування срібла в 1997–2001 роках стабільна (табл. 3) — на рівні 1200 кг/рік.
Золото в країні видобувають із золотоносних кварцових жил, жильних і сульфідно-вкраплених зон, комплексних родовищ кольорових металів (мідних, мідно-нікелевих, поліметалічних), розсипів. Видобуток золота в Канаді в 2000 р склав 155 т, а в 2001–158 т. Зростання видобутку обумовлене його інтенсифікацією на копальнях Red Lake, LaRonde і Kemess. У 2002 р очікувався видобуток в 151 т. За 2000–2001 рр. закрито 13 золотодобувних копалень внаслідок вичерпання запасів та нерентабельності. Територіальна структура видобутку: пров. Онтаріо — 50%, Квебек — 21%, Британська Колумбія — 15%, інші провінції — 14%. Приблизно 91% золота Канади в 2000 забезпечили шахти і відкриті кар'єрні копальні.
Офіційно зареєстрований видобуток Au у Канаді з 1858 по 1999 р [Mining Eng. (USA). — 2001. — 53, № 5. — Рр. 110–111]. Добування Au (в кг) на найбільших золотодобувних підприємствах Канади за станом на 1998 р.: Eskay Creek компанії Homestake 15707; Williams компаній Homestake (50%) і Teck (50%) 12130; Golden Giant компанії Battle Mountain 11384; Dome компанії Placer Dome 10233; Campbell компанії Placer Dome 9455; Doyon-Mouska компанії Cambior 7465; Musselwhite компаній Placer Dome (68%) і TVX (32%) 6220; Bousquet компанії Barrick Gold 5474; David Bell компаній Homestake (50%) і Teck (50%) 4976; Hoyle Pond компанії Kinross 4945; LaRonde компанії Agnico-Eagle 4665; Troilus компанії Inmet 4572; Detour Lake компанії Placer Dome 4386; Holt-McDermott компанії Barrick Gold 4168; Snip компанії Homestake 3079; Holloway компанії Battle Mountain 2955; Macassa компанії Kinross 2426; Sleeping Giant компанії Cambior 2208; Joe Mann компанії Campbell 2177 [World Gold (Great Britain) — 1999].
На юконській частині золотоносного пояса Тінтіна в кінці XX ст. відкриті 2 великих родов. Au-руд: Брюері-Крік і Дублін-Галч. Перше в районі Доусона почали розробляти з 1997 р, проектна продуктивність 2490 кг/рік. Ресурси родов. оцінюються в 40 млн т руди з сер. вмістом Au 1,1 г/т, в тому числі запаси, переважно окиснених руд, 13,3 млн т з сер. вмістом Au 1,44 г/т. Добувні запаси руди другого, в районі Майо, придатні для відкритої розробки, оцінюються в 50,4 млн т з сер. вмістом Au 0,93 г/т. В тому ж районі компанія Kinross продовжує розвідку родов. Шеєліт Доум і Viceroy — родов. МакКвестен [Metal Bull. Mon. — 1999. — Aug.]
У 2000 р. стало до ладу золотодобувне підприємство Red Lake компанії Goldcorp на північному заході провінції Онтаріо проектною продуктивністю 7460 кг/рік. У 2003 планується нарощування продуктивності підприємства до 14 770 кг/рік за рахунок збільшення вилучення Au від 83 до 95% і переробки руди від 600 до 1000 т/добу.
Станом на I кв. 2002 р. видобуток Au по найбільших золотодобувних компаніях Канади за даними [World Gold (Great Britain). — 2002. — 5, № 6. — Р. 75] (в дужках загальні виробничі витрати на вилучення 1 г Au в дол.) склав (в кг): Agnico-Eagle Mines 1874 (7,07); Barrick Gold 42706 (8,46); Cambior 4637 (8,62); Cameco 1604 (немає даних); Echo Bay Mines 4643 (9,23); Glamis Gold 1920 (7,04); Goldcorp 4531 (3,89); IMAGOLD 2364 (6,62); Inmet Mining 2012 (7,59); Kinross Gold 7008 (9,48); Meridian Gold 3440 (4,12); Northgate Exploration 2121 (немає даних); Placer Dome 20715 (7,43); Teck Cominco 2024 (немає даних); TVX Gold 1833 (8,13); всього 103434 (в середньому 7,88).
Поліметали. Розробка велетенського свинцево-цинкового родовища «Салліван» почалася у 1912 р. У другій половині XX ст. головні гірничі підприємства з видобутку свинцево-цинкових та мідно-цинкових руд розташовані в провінціях Британська Колумбія, Онтаріо, Манітоба та Квебек. У 1983 на 21 підприємстві отримували понад 90% загального видобутку свинцево-цинкових руд у країні. Виробництво цинку становило 1069,7 тис.т, свинцю — 251,5 тис. т. Основні системи розробки: підповерхове виймання, горизонтальні шари з закладенням, поверхово-камерна.
У кінці XX ст. (1998) загальне виробництво Zn в рудах і концентратах в Канаді становило близько 1063 тис. т, металевого 743 тис. т. Виробництво Pb в рудах і концентратах — бл. 189,0 тис. т, металевого — 265,0 тис. т. У галузі працюють компанії Hudson Bay Mining and Smelting, Noranda, Agnico Eagle та ін.
У 2000 р. видобуток цинку в Канаді становив 996 921 т, а в 2001 — 1 052 172 т. Видобуток свинцю в 2001–153 934 т. Динаміка на межі ХХ-XXI ст. нестабільна. Стабілізація виробництва очікується до 2004 р. Виробництво рафінованого Zn планується збільшити на 10% до 805 тис. т за рахунок збільшення імпорту концентратів.
Компанія Falconbridge до 2004 р. планує завершення реконструкції поліметалічного гірничо-збагачувального підприємства Kidd Creek в районі Тіммінс із збільшенням продуктивності видобутку і переробки Zn-руд на 2 млн т/рік. У районі Матагамі компанія Noranda розвідує родов. поліметалічних руд, на якому встановлені 3 окремі мінералізовані зони. По зоні Еквінокс ресурси руди оцінюються в 2,6 млн т з сер. вмістом Zn 16,6%, Cu 1,1%, Ag 34 і Au 0,36 г/т [Mining Eng. (USA). — 2001. — 53, № 5. — Р. 111–112].
Компанія Prime Resources, яка одержує на своєму руднику Ескей-Крік 350–400 т срібла на рік, є першим за обсягами продуцентом срібла в Канаді .
Компанія Expatriate Resources Ltd., яка розробляє поліметалічні родовища Кадз-Зе-Кайя і Волверін (рудний район Фінлейсон-Лейк на південному-сході Території Юкон) займає на 2-е місце по виробництву срібла в Канаді. Родовище Кадз-Зе-Кайя розвідане в 1994–1998 рр. Родовище Волверін відкрите компанією Atna Resources Ltd. в 1995 р. Родовища являють собою поклади масивних сульфідних руд. Підтверджені запаси двох цих родовищ становлять 14.57 млн т руди із вмістом срібла 184.4 г/т, цинку — 7,23%, свинцю — 1,53%, міді — 0,98%, золота — 1.39 г/т. Руди родовища Волверін складні для металургійного переділу через високий вміст в них селену, який підвищує крихкість міді. Дослідно-промислове виробництво почате в 2000, промислове — в 2001 р. Мідний концентрат містить 25% міді, 2,5% цинку, 1,8% свинцю, 4350 г/т срібла і 16 г/т золота. Свинцевий концентрат містить 55% свинцю, 6,2% цинку, 1,4% міді, 2000 г/т срібла і 35 г/т золота. Цинковий концентрат містить 55% цинку, 1,5% свинцю, 0,3% міді, 120 г/т срібла і 0.8 г/т золота. Вилучення цинку з руд в концентрати становило 91%, свинцю — 64%, міді — 81%, срібла — 85%, золота — 73%. Концентрати через порт Скаґуей (Skagway) направляють на металургійні заводи Канади і країн Азії. Річна продуктивність підприємства — 250 т срібла, 109 тис. т цинку, 15 тис. т свинцю, 12 тис. т міді, 1.7 т золота.
Уран. Вперше видобуток уранових руд для вилучення радію розпочато в Канаді у 1930-і роки в районі Великого Ведмежого озера. З 1942 до початку 1960 тут же видобували руди для вилучення урану. У 1959 р видобуток уранових руд досягає 12,3 тис. т (в перерахунку на оксид). У період 1960-65 спостерігався різкий спад видобутку уранових руд — до 2,8 тис.т. До 1975 видобували 2,5-3,5 тис. т річно (в перерахунку на оксид). Надалі видобуток повільно збільшувався (у 1982 р — 8 тис.т). Найбільший комплекс підприємств уранової промисловості знаходиться в районі Елліот-Лейк (Блайнд-Рівер). Видобуток уранових руд здійснюють головним чином у провінціях Онтаріо та Саскачеван. Основна система розробки — камерно-стовпова.
На початку XXI ст. Канада тримає 1-е місце у світі з виробництва природного урану — 8500 т (2000 р.). У 2001 р. виробництво уранового концентрату в Канаді досягло рекордного рівня — 12522 т в перерахунку на природний уран, в тому числі на рудниках: Кі-Лейк — 299 т, МакАртур-Рівер — 6639 т, Раббіт-Лейк — 1755 т, Клафф-Лейк — 1288 т і МакКлін-Лейк — 2540 т. Усі діючі рудники розташовані в провінції Саскачеван (Saskatchewan). Експорт урану з Канади в 2001 р. становив 10 029 т в порівнянні з 10 966 т в 2000 р. Виробництво урану в 2002 р. становило 11 601 т. До 2015 р. прогнозується значний ріст виробництва урану — разом з Австралією (2-е місце) до 25000 т [World Nuclear Association].
Платиноїди. У кінці XX ст. платина видобувалася головним чином попутно з мідно-нікелевих руд. Вилучення платини відбувається на стадії металургійного переділу. У 1982 р видобуто 2644 кг Pt (у 1981 — бл. 5 000 кг). За оцінкою Геологічної служби США в 2000 р. (в дужках дані за 1999 р.) в Канаді видобуто 5,5 (5,7) т Pt (3-є місце після ПАР і Росії), у світі — 161(168) т Pt.
Компанія North American Palladium Ltd. з 1993 р розробляє родовище платиноїдів Лак-дез-Іль. До кінця 1994 р. рудник на родовищі Лак-дез-Іль вийшов на проектну потужність: 2.4 тис. т руди на добу (750–850 тис. т на рік), 4.2 т паладію і 0.6 т платини на рік. У 1999–2001 рр підприємство реконструйоване. Проектний видобуток руди — 15 тис. т/добу. Щорічно на руднику добуватимуть до 7.75 т паладію (проти початкових 4.2 т) і 0.75 т платини (проти 0.6 т). Реконструкція підприємства продовжується [Mining Magazine. 2000. V.182, № 3].
Алмази. Канада в найближчі роки складе серйозну конкуренцію найбільшим у світі виробникам алмазів. Геологічні знахідки, зроблені канадськими вченими на півночі країни у безпрецедентно короткий термін — за останні 10 років, дозволяють прогнозувати провідні позиції Канади на світовому ринку алмазів поряд з Ботсваною і Росією. Канада на початку XXI ст. займає 5-е місце у світі за обсягом алмазовидобутку (після Ботсвани, Росії, Анголи і Південної Африки). Очікується, що розробка ряду родовищ на півночі країни виведе Канаду в 2006 р. на 3-є місце в списку найбільших виробників алмазів у світі.
Першість в алмазодобувній індустрії Канади належить Північно-Західним територіям, де в 1998 р. почав роботу перший промисловий алмазний рудник Екаті (Ekati) і до 2004 р. можуть стати до ладу ще щонайменше два — Дайавік (Diavik) і Снап-Лейк (Snap Lake). Перспективними є також результати отримані в провінціях Нунавут, Саскачеван і Альберта. Таким чином, Канада упевнено висувається в число провідних світових виробників алмазів і протягом 4-5 найближчих років стане одним з лідерів світової алмазної індустрії.
У 1998 р став до ладу перший алмазний рудник в Канаді — Етакі, розташований в центральній частині провінції ПЗТ, за 300 км на півн.-схід від міста Єллоунайф (Yellowknife), за 100 км південніше Полярного кола. Рудник розробляє родов. Лак-де-Гра, яке включає кімберлітові трубки Панда (Panda), Коала (Koala), Фокс (Fox) і Сейбл (Sable), що входять в єдине лінійне утворення протяжністю близько 17 км, і трубку Мізері (Misery), віддалену на 30 км. Рудник Екаті споруджений у суворих умовах канадської Півночі, в зоні багаторічномерзлих порід. Усього за 17-річний термін роботи підприємства планується добути бл. 78 млн т руди і 508 млн т пустої породи. У перші 9 років видобуток руди з кар'єрів становитиме 9 тис. т/добу (3.3 млн т/рік), надалі і до кінця терміну видобутку (17 або 25 років) −18 тис. т/добу (6.5 млн т руди, або 4.5 млн кар. алмазів на рік). Повної продуктивності — 250 тис. кар./міс. — рудник досяг в березні 1999 р. Вихідну руду збагачують гравітацією. Видобуток у 1999 р склав близько 2.5 млн кар. алмазів, у 2000 — 2.629 млн кар. Експлуатацію рудника веде корпорація BHP Billiton group.
У 2003 р введено в експлуатацію друге в К. алмазовидобувне підприємство — Дайавік за 300 км на північний схід від Йеллоунайфа, Північно-Західні території Канади, район Лак-де-Гра. Добувні запаси алмазів, у гірському відведенні оцінюються в 102 млн карат з середньою ціною 53-62 дол./карат. До складу родовища входять 4 кімберлітові трубки, які будуть відпрацювати протягом 20 років. Вміст алмазів в трубках 3-5 кар./т. Запланований річний видобуток алмазів — 6 млн кар. Рудник належить СП компаній Diavik Diamond Mines Inc. (дочірня Rio Tinto Plc., 60%) і Aber Diamond Mines Ltd. (дочірня торонтської Aber Diamond Corporation, 40%). [Rapaport TradeWire].
У 2004–2006 рр. планується початок видобутку на родов. Снап-Лейк, яке містить алмази, що за якістю перевершують алмази всіх інших родовищ Канади і багатьох у світі. Виявлене в 1996 р на території Камселл-Лейк (Camsell Lake) в ПЗТ, за 230 км на північний схід від м. Йеллоунайф і приблизно за 100 км на південь від рудника Екаті. Середній вміст алмазів — 1.789 кар./т, діапазон вмістів 1.8-2.2 кар./т. У 2000 р розроблене ТЕО видобувного підприємства. Загальні ресурси родовища визначені в 21.3 млн т руди із вмістом 1.96 кар./т і 9.27 млн т із вмістом 1.97 кар./т. Кар'єр глибиною до 350 м продуктивністю близько 1 тис. т/добу буде вести видобуток біля двох років. Потім почнеться підземний видобуток, і продуктивність рудника становитиме 3 тис. т руди на добу протягом 12 років. Загальні добувні запаси — понад 12 млн т з сер. вмістом 1.98 кар./т. Контроль над родовищем Снап-Лейк здійснює компанія De Beers. За прогнозами видобуток на родовищі Снап-Лейк може скласти близько 2 млн кар./рік.
За повідомленням канадської компанії Tahera копальня на родов. алмазів Jericho може почати видобуток у 2005 — на рік раніше, ніж De Beers має намір ввести в дію свій рудник Snap Lake (який розглядається як третій канадський алмазний рудник). Передбачається, що на руднику Jericho буде видобуто бл. 3 млн кар. протягом 8 років. Якість алмазів оцінюється в $75-$88 за карат. У межах ліцензійної площі, розташованої приблизно за 420 км північно-східніше м. Йеллоунайф, продовжуються пошуки і інших алмазоносних тіл. Компанія Tahera володіє 100% цього підприємства [Rapaport TradeWire].
Фосфорити. У Канаді в 1997 р. різко активізувалися роботи по освоєнню фосфорних родовищ. До цього фосфати в країні не добувалися, і Канада щорічно імпортувала gjyfl 1 млн т фосфорного концентрату. Канадська компанія Agrium в 1997–1999 рр. спорудила на півночі провінції Онтаріо, поблизу м. Карпускасінґ, фосфатний рудник на апатитовому родовищі; він забезпечує сировиною завод фосфорної кислоти в м. Редуотер, пров. Альберта. Раніше завод переробляв імпортні фосфорити. Експлуатація рудника розрахована на 20 років [Minerals Yearbook 1997. http://minerals.er.usgs.gov/minerals/ [Архівовано 30 червня 2007 у Wayback Machine.]. 1998].
Компанія Quebec Society of Mining and Exploration (Soquem) і норвезька Norsk Hydro провели розвідку апатит-ільменітового родовища Іль в провінції Квебек. Згідно з ТЕО рудник буде випускати щорічно 600 тис. т апатитового і 400 тис. т ільменітового концентратів. Фосфати будуть перероблятися в Норвегії, на заводі Порсґрунн (Porsgrunn) [Phosphorus and Potassium. 1998. № 214].
Калійна промисловість Канада займає провідне місце серед країн Заходу. У 1980 р вона включала 43% всіх калійних потужностей цих країн. Основний видобуток вівся у провінції Саскачеван. У 1983 р. видобуто 5,5 млн т калійних солей (у перерахунку на K[2]О).
Провідне положення калійної промисловості Канади у світі на межі ХХ-XXI ст. зберігалося. У 1998 р. країна видобула поташу в перерахунку на KCl 14,9 млн т, з них в провінції Саскачеван 95%. За оцінкою Геологічної служби США в 2000 р. (в дужках дані за 1999 р.) в Канаді видобуто 9,2(8,329) млн т калійних солей в перерахунку на K[2]О (1-е місце), у світі — 25,552(25,239) млн т.
Кухонна сіль. Канада — найбільший продуцент кухонної солі, яку видобувають з родовищ кам'яної солі, а також отримують як побічний продукт при видобутку калійних солей. У провінції Онтаріо видобувають бл. 70% всієї кухонної солі (родовище Віндсор, пласт потужністю 8,3 м, родов. Ґодріч, пласт 13,7 м). Великі запаси кам'яної солі є і в центральній частині провінції Нова Шотландія. Крім того, у провінціях Онтаріо та Альберта отримують сіль з природних розсолів.
Барит в 1942–1980 рр. видобували в провінції Нова Шотландія (до вичерпання покладів), з 1980-х — в провінції Британська Колумбія. Промислове значення мають родовища Бріско та Парсон.
Сірка. У 1990-х роках бл. 90% сірки в Канаді отримували з природного газу і газів крекінгу нафти та при переробці бітумінозних пісків, 10% — з промислових газів заводів кольорової металургії.
Сульфат натрію почали виробляти з мірабіліту у 1918 р. Використовується метод підземного вилуговування, пряма розробка соляних шарів.
Флюорит видобували в 1933–1978 рр. в провінції Ньюфаундленд на руднику Сент-Лоренс. Виробництво згорнуте внаслідок нерентабельності.
Нерудна індустріальна сировина. В країні видобувають азбест (провідні позиції серед країн Заходу в 1990-х роках), тальк (провінції Онтаріо, Квебек), ніфелінові сієніти (провінція. Онтаріо) та інш.
Нерудні будівельні матеріали. Видобувають будівельний камінь, пісок, гравій, гіпс, вапно, кварцвмісну сировину, діатоміт.
Канада — великий експортер мінеральної сировини; країна в 1990-х роках вивозила близько 45% всієї продукції гірничої промисловостісті на ринки понад 90 країн світу. Імпортує енергетичну сировину (нафту, вугілля). Основні ринки збуту продукції Канади: США, країни ЄС, Японія.

## Наукові установи. Геологічна служба. Підготовка кадрів. Друк
Дослідження в галузі геології і гірн. справи веде Мін-во енергетики, шахт і мінеральних ресурсів, Канад. інститут гірн. промисловості і металургії (1898 р. Монреаль), Геол. служба К., Центр технології гірн. справи і енергетики, Нац. енергетичне управління, Центр інформації наук про Землю, Відділення фізики Землі, Відділення обслуговування і картування, Інститут геології нафти в Калгарі, Атлантичний геонауковий центр досліджень в галузі мор. геології і геофізики (Дартмут). Освіта в галузі геології і гірн. справи в К. зосереджена переважно в університетах, а також в коледжах і інститутах при університетах. Фахівців з гірн. справи готує Королівський гірничий коледж при університеті в Калгарі (з 1910). Гірн. інженерів і інженерів-металургів випускає спец. відділення гірн. справи і металургії в університеті Галіфаксу. Спец. геол. відділення є в університеті Оттави (з 1848), в університеті Зах. Онтаріо (1878), в Лаврентійському університеті (1960) і т. д.
Осн. періодичні видання в галузі геології і гірн. справи: «Canadian Mining Journal» (з 1879), «Geos» (1879), «CIM Bulletin Canadian Institute of Mining and Metallurgy» (1898), «Northern Miner» (1915), «Canadian Mineralogist» (1921), «Western Miner» (1927), «Canadian Mineral Industry» (1934), «Arctic» (1948), «Oilweek» (1950), «Weekly Production and Drilling Statistics» (1950), «Bulletin of Canadian Petroleum Geology» (1951), «Canadian Petroleum» (1960), «Journal of Canadian Petroleum Technology» (1962), «Canadian Geotechnical Journal» (1963), «Saskatchewan Mineral Spotlight» (1964), «Canadian Journal of Earth Sciences» (1964), «Maritime Sediments» (1965), «Geoscience Canada» (1974).